# Нойщат (Саксония)
Нойщат (на немски: Neustadt) е град в Германия, разположен в окръг Саксонска Швейцария - Източен Ерцгебирге, провинция Саксония. Към 31 декември 2011 година населението на града е 13 514 души.